# Central Huron
Central Huron – gmina (ang. township) w Kanadzie, w prowincji Ontario, w hrabstwie Huron.
Powierzchnia Central Huron to 447,6 km².
Według danych spisu powszechnego z roku 2001 Central Huron liczy 7806 mieszkańców (17,44 os./km²).